# وارتر
وارتر (به انگلیسی: Warter) یک محله مدنی و دهکده در انگلستان است که در ایست رادینگ آو یورک‌شر واقع شده‌است. وارتر ۱۴۴ نفر جمعیت دارد.

## نگارخانه

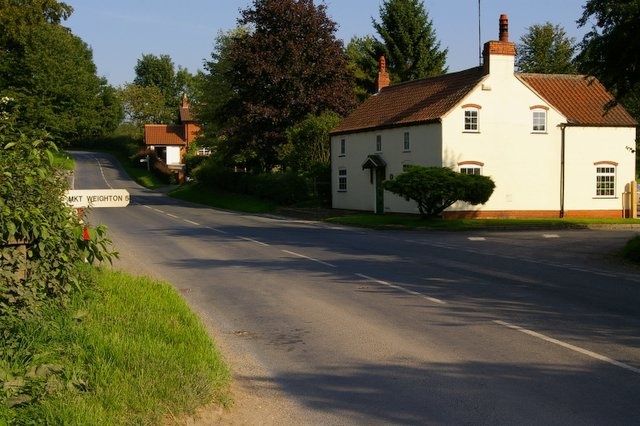
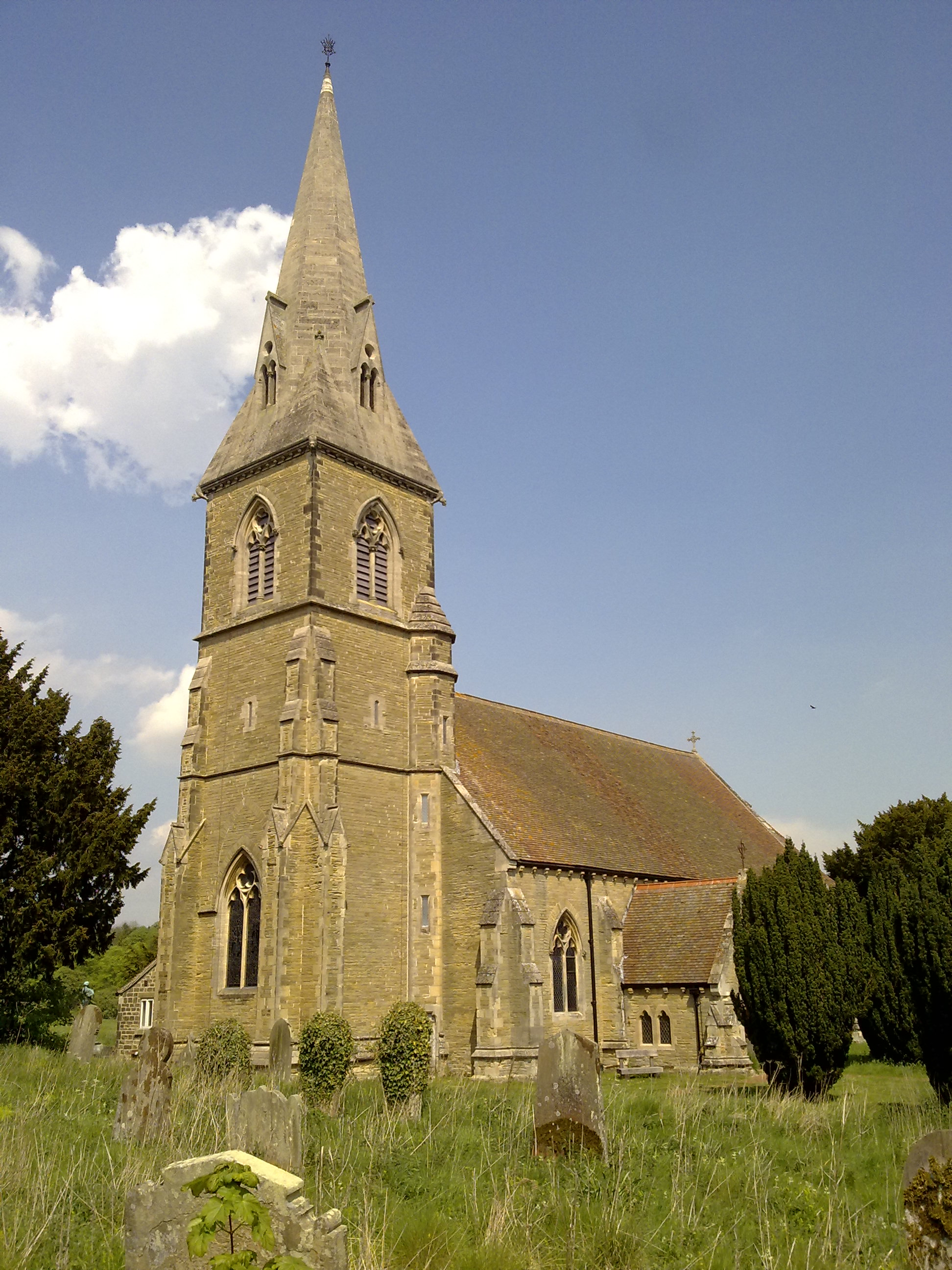